# Championnats du monde de trampoline 2003
Navigation
Édition précédente Édition suivante
Les 23e Championnats du monde de trampoline, tumbling et double mini-trampoline ont eu lieu à Hanovre en Allemagne du 17 au 19 octobre 2003.

## Résultats

### Hommes

#### Individuel
| Rang | Pays        | Gymnaste             | Points |
| ---- | ----------- | -------------------- | ------ |
|      | Allemagne   | Henrik Stehlik       | 41.5   |
|      | Russie      | Alexander Moskalenko | 41.5   |
|      | France      | David Martin         | 41.3   |
| 4    | Russie      | Alexander Rushakov   | 40.9   |
| 5    | Biélorussie | Vladimir Kakorko     | 40.5   |
| 6    | Ukraine     | Yuriy Nikitin        | 40     |
| 7    | Portugal    | Nuno Merino          | 39.6   |
| 8    | Biélorussie | Dimitri Polyarush    | 30.7   |

#### Par équipe
| Rang | Pays        | Gymnaste                                                                  | Points |
| ---- | ----------- | ------------------------------------------------------------------------- | ------ |
|      | Allemagne   | Michael Serth Markus Kubicka Henrik Stehlik Adam Gotz                     | 120.80 |
|      | Russie      | Alexander Russakov German Knytchev Alexander Moskalenko Stanislav Pokroev | 120.70 |
|      | Ukraine     | Zhan Yordanov Denys Vrazhkin Oleksandr Chernonos Yuri Nikitin             | 120.20 |
| 4    | France      | Sébastien Laïfa Guillaume Bourgeon David Martin Ulrich Borchand           | 120.00 |
| 5    | Biélorussie | Vladimir Kakorko Nikolai Kazak Dmitri Poliarush Anton Prischepov          | 119.20 |

#### Synchronisé
| Rang | Pays        | Gymnaste                          | Points |
| ---- | ----------- | --------------------------------- | ------ |
|      | Biélorussie | Nikolai Kazak Dimitri Polyarush   | 51.2   |
|      | Russie      | Alexander Rusakov Alexander Leven | 50.8   |
|      | Ukraine     | Yuriy Nikitin Olexander Chernonos | 50.2   |
| 4    | Suisse      | Michel Boillet Ludovic Martin     | 49.5   |
| 5    | États-Unis  | David Ford Ryan Weston            | 47.6   |
| 6    | Royaume-Uni | Simon Milnes Mark Alexander       | 47.2   |
| 7    | Portugal    | Amadeu Neves Nuno Merino          | 19.5   |
| 8    | France      | Mickaël Jala Sébastien Laifa      | 14.6   |

#### Tumbling
| Rang | Pays           | Gymnaste            | Points |
| ---- | -------------- | ------------------- | ------ |
|      | Russie         | Alexei Kryzhanovski | 76.6   |
|      | Chine          | Pan Huanian         | 76.2   |
|      | Russie         | Alexei Bantienko    | 75.4   |
| 4    | Afrique du Sud | Tseko Mogotsi       | 74.6   |
| 5    | Royaume-Uni    | Damien Walters      | 74.2   |
| 6    | États-Unis     | Jamar Young         | 68.8   |
| 7    | Royaume-Uni    | Robert Proctor      | 66.8   |
| 8    | France         | Yves Tarin          | 65.8   |

#### Tumbling par équipe
| Rang | Pays        | Gymnaste                                                                | Points |
| ---- | ----------- | ----------------------------------------------------------------------- | ------ |
|      | Royaume-Uni | Robert Small Christopher Porter Damien Walters Robert Proctor           | 112.30 |
|      | France      | Nicolas Fournials Alexandre Dechanet Yves Tarin Gael Manry              | 111.40 |
|      | Russie      | Alexandre Skorodunov Andrey Dukhnov Alexei Batienko Alexei Kryzhanovski | 110.70 |
| 4    | États-Unis  | Casey Finley Daniel Walker Jamar Young Jared Olsen                      | 110.70 |
| 5    | Chine       | Huanian Pan Ling Gu Jie Gao                                             | 100.60 |

#### Double-Mini
| Rang | Pays       | Gymnaste         | Points |
| ---- | ---------- | ---------------- | ------ |
|      | Russie     | Alexei Ilichev   | 64.50  |
|      | Canada     | Adam Menzies     | 64.40  |
|      | Allemagne  | Nico Garter      | 63.90  |
| 4    | Canada     | Chris Mitruk     | 63.40  |
| 5    | Brésil     | Gabriel Miranda  | 63.20  |
| 6    | Moldavie   | Vladimir Cojoc   | 62.60  |
| 7    | États-Unis | Keith Douglas    | 62.60  |
| 8    | Bulgarie   | Radostin Ratchev | 32.00  |

#### Double Mini par équipe
| Rang | Pays             | Gymnaste                                                               | Points |
| ---- | ---------------- | ---------------------------------------------------------------------- | ------ |
|      | Canada           | Chris Mitruk Adam Menzies Bryan Milonja Denis Vachon                   | 96.10  |
|      | États-Unis       | Keith Douglas Casey Finley Jamar Young Josh Vance                      | 95.50  |
|      | Allemagne        | Nico Garter Denis Luxon Uwe Marquardt Martin Gromowski                 | 95.00  |
| 4    | Nouvelle-Zélande | Anthony Jackson Justin Dougal Chris Ormandy Richard Henry              | 94.10  |
| 5    | Russie           | Alexei Ilichev Stanislav Pokroev Alexei Borovikov Evgeniy Kolokolytsev | 31.30  |

### Femmes

#### Individuel
| Rang | Pays        | Gymnaste             | Points |
| ---- | ----------- | -------------------- | ------ |
|      | Canada      | Karen Cockburn       | 40.2   |
|      | Ukraine     | Olena Movchan        | 39.7   |
|      | Allemagne   | Anna Dogonadze       | 39.2   |
| 4    | Russie      | Natalia Chernova     | 39.1   |
| 5    | Canada      | Heather Ross-McManus | 39.0   |
| 6    | Royaume-Uni | Kirsten Lawton       | 39.0   |
| 7    | Russie      | Irina Karavaeva      | 38.6   |
| 8    | Chine       | Huang Shanshan       | 12.9   |

#### Par équipe
| Rang | Pays        | Gymnaste                                                             | Points |
| ---- | ----------- | -------------------------------------------------------------------- | ------ |
|      | Russie      | Irina Karavaeva Natalia Chernova Natalia Kolesnikova Irina Vasilyeva | 116.90 |
|      | Chine       | Huang Shanshan Min Lin Xiaojun Zheng Wenjuan Wang                    | 115.30 |
|      | Canada      | Karen Cockburn Brenna Casey Heather Ross-McManus Savija McManus      | 109.90 |
| 4    | Ukraine     | Svitlana Sigitova Yulia Domchevska Olena Movchan Oxana Pochynok      | 76.80  |
| 5    | Royaume-Uni | Claire Wright Kirsten Lawton Aurora Necco Natalia O'Connor           | 76.00  |

#### Synchronisé
| Rang | Pays        | Gymnaste                            | Points |
| ---- | ----------- | ----------------------------------- | ------ |
|      | Biélorussie | Tatiana Petrenia Galina Lebedeva    | 48.8   |
|      | Ukraine     | Yulia Domchevska Olena Movchan      | 48.1   |
|      | Allemagne   | Jessica Simon Anna Dogonadze        | 46.4   |
| 4    | Japon       | Naomi Nishioka Haruka Hirota        | 45.6   |
| 5    | Royaume-Uni | Claire Wright Kirsten Lawton        | 44.9   |
| 6    | France      | Aurore Monin Julie Perreten         | 44     |
| 7    | Russie      | Irina Karavaeva Natalia Kolesnikova | 17.7   |
| 8    | Canada      | Heather Ross-McManus Karen Cockburn | 5.1    |

#### Tumbling
| Rang | Pays        | Gymnaste           | Points |
| ---- | ----------- | ------------------ | ------ |
|      | Ukraine     | Olena Chabanenko   | 74.1   |
|      | Royaume-Uni | Kathryn Peberdy    | 73.7   |
|      | Russie      | Anna Korobeynikova | 71.5   |
| 4    | Royaume-Uni | Charmaine Salla    | 66.1   |
| 5    | France      | Emeline Millory    | 65.5   |
| 6    | Russie      | Natalia Rakhmanova | 63.9   |
| 7    | Argentine   | Yanina Silva       | 52.6   |
| 8    | France      | Delphine François  | 32.4   |

#### Tumbling par équipe
| Rang | Pays        | Gymnaste                                                             | Points |
| ---- | ----------- | -------------------------------------------------------------------- | ------ |
|      | Royaume-Uni | Kathryn Peberdy Julie Cheung Donna Mac Lean Charmaine Salla          | 102.70 |
|      | Russie      | Elena Bloujina Natalia Rakhmanova Anna Korobeinkova Tatiana Danilina | 98.30  |
|      | France      | Delphine François Emeline Millory Marion Limbach                     | 98.10  |
| 4    | Ukraine     | Olena Chabanenko Olga Pashkova Anna Zayarna Oksana Vstryetyentseva   | 96.00  |
| 5    | Kazakhstan  | Aliya Nurtazina Yevgenia Kazakevich Yuliya Reznichenko               | 93.50  |

#### Double-Mini
| Rang | Pays       | Gymnaste            | Points |
| ---- | ---------- | ------------------- | ------ |
|      | Canada     | Sarah Charles       | 62.20  |
|      | Bulgarie   | Antoniya Ivanova    | 61.80  |
|      | États-Unis | Shelly Klochan      | 61.60  |
| 4    | Russie     | Galina Gontcharenko | 61.50  |
| 5    | Argentine  | Monica Fernandez    | 51.90  |
| 6    | États-Unis | Drew Rentfro        | 51.80  |
| 7    | Canada     | Julie Warnock       | 31.10  |
| 8    | Russie     | Irina Vasilyeva     | 30.70  |

#### Double Mini par équipes
| Rang | Pays       | Gymnaste                                                              | Points |
| ---- | ---------- | --------------------------------------------------------------------- | ------ |
|      | Russie     | Irina Vassilieva Maria Kozlova Svetlana Balandina Galina Gontcharenko | 94.10  |
|      | États-Unis | Drew Rentfro Shelly Klochan Megan Dacy Whitney Kusak                  | 93.40  |
|      | Allemagne  | Anika Cloppernburg Nancy Rinkau Christina Jansen Kathrin Deuner       | 92.90  |
| 4    | Portugal   | Filipa Victor Marta Ferreira Raquel Pinto Sabrina Teixeira            | 92.80  |
| 5    | Canada     | Julie Warnock Sarah Charles Brenna Casey Sarah Caruso                 | 83.90  |